# Diyalog TheaterFest
Das Diyalog TheaterFest ist ein vom Diyalog e. V. organisiertes Theaterfest in Berlin, das sich seit 1995 um einen interkulturellen Austausch zwischen deutschen, deutsch-türkischen und Bühnen anderer Migrantengruppen bemüht.
Zum Programm der jährlich stattfindenden Veranstaltung gehören neben Schauspielen für Erwachsene Kindertheaterstücke, Ausstellungen, Konzerte und Podiumsdiskussionen. Daneben finden auch Workshops für junge und jüngste Künstler statt.
Übergeordnetes Ziel der Veranstaltungen ist die Kulturbegegnung.
Die Veranstalter des Diyalog TheaterFestes wollen nach eigener Aussage
- in Berlin lebenden Künstlern und Künstlergruppen aus anderen Kulturen ein Podium schaffen, auf dem sie ihre Arbeit präsentieren können
- qualitativ hochwertige und innovative Inszenierungen aus dem Ausland dem Berliner Publikum präsentieren, sowie die Zusammenarbeit der internationalen Künstler fördern und zur Entwicklung eines europäischen Netzwerkes des Migrantentheaters beitragen
- die junge Generation und das Publikum motivieren, sie auf die Kunst aufmerksam machen und sie hierüber zu beraten

Das erste Theaterfest 1995 hatte neben vier Diyalog-Produktionen zahlreiche Gastinszenierungen weiterer türkischer und deutscher Theatergruppen im Programm. In den Jahren darauf gab es dann, nachdem sich das Interesse von Publikum wie Medien vergrößert hatte, Aufführungen auch in persischer, griechischer, spanischer, italienischer, japanischer, holländischer und englischer Sprache. In den ersten 10 Jahren bot man insgesamt 170 Produktionen an, die von etwa 40.000 Besuchern gesehen wurden.
Das Diyalog TheaterFest wird inzwischen von internationalen Sponsoren wie der japanischen Botschaft Berlin, dem italienischen Kulturinstitut Berlin, der Botschaft der Niederlande in Berlin, der türkischen Botschaft Berlin, der Friedrich-Ebert-Stiftung und dem rumänischen Kulturattaché finanziell unterstützt. Es kann sich heute als anerkanntes und aus dem multikulturellen Leben Berlins nicht mehr wegzudenkendes Forum des Theaters von und für in Berlin lebende Migranten vieler Nationalitäten und Kulturen bezeichnen.